# Cotana neurina
Cotana neurina är en fjärilsart som beskrevs av Turner 1922. Cotana neurina ingår i släktet Cotana och familjen Eupterotidae. Inga underarter finns listade i Catalogue of Life.